# 鐮形扇頭蜱
鐮形扇頭蜱（学名：Rhipicephalus haemaphysaloides）为硬蜱科扇頭蜱屬下的一个种。